# Elisabeth Fedde

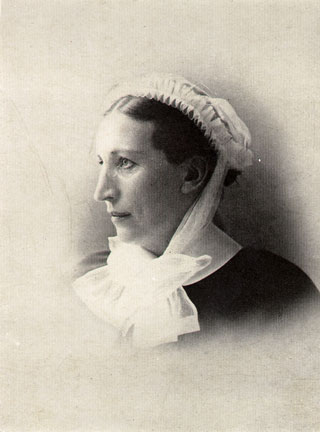
Elisabeth Fedde um 1880

Elisabeth Fedde (* 25. Dezember 1850 in Feda, Kommune Kvinesdal, nahe Flekkefjord in Vest-Agder, Süd-Norwegen; † 25. Februar 1921 in Slettebø, Eigersund, Rogaland, Süd-Norwegen), eigentlich norwegisch Tonette Elisebet Fedde, war eine norwegische lutherische Diakonisse, welche in den USA die Norwegian Relief Society zur besseren diakonischen Unterstützung der norwegisch-amerikanischen Einwanderergemeinschaft gründete. Im englischsprachigen Bereich wird sie auch Elizabeth Fedde geschrieben.

## Leben
Elisabeth Fedde wurde an Weihnachten im Dezember 1850 geboren. Ihr Vater Andreas Willumsen Fedde (1814–1873) war ein Kapitän, der seine Arbeit aufgab, als seine Frau erkrankte, und stattdessen Bauer wurde. Elisabeth Fedde hatte sechs Geschwister, ihre Mutter hieß mit Geburtsnamen Anne Marie Olsdatter Lindland (1818–1864). Nachdem ihr Vater im Jahr 1873 verstorben war, ließ Elisabeth Fedde sich am Lovisenberg-Diakonissenhaus (Diakonissehuset Christiania) in Kristiania unter der Aufsicht von Mutter Cathinka Guldberg (1840–1919) zur Diakonisse ausbilden. Cathinka Guldberg ihrerseits hatte ihre Ausbildung an der von Theodor Fliedner gegründeten Kaiserswerther Diakonieschule mit Krankenhaus in Kaiserswerth in Deutschland erhalten.
Elisabeth Fedde verbrachte einen Großteil ihrer frühen Dienstlaufbahn im Bistum Hålogaland, Norwegens neuester und nördlichster Diözese. Sie und eine weitere junge Diakonisse richteten im Jahr 1878 ein Krankenhaus in Tromsø, der größten Stadt in Troms, ein, wo sie unter harten und primitiven Verhältnissen arbeiten mussten. An Weihnachten 1882, ihrem 23. Geburtstag, erhielt Schwester Elisabeth einen Brief von ihrem Bruder Gabriel Fedde (1843–1917), der in ihr den Ehrgeiz weckte, eine Hilfseinrichtung für norwegische Seeleute in New York City einzurichten. Sie reiste drei Monate später in Richtung der Vereinigten Staaten von Amerika ab und langte am 9. April 1883 dort an.
Neun Tage später half Schwester Elisabeth bei der Gründung der Norwegian Relief Society, womit sie ihren Dienst in Amerika aufnahm. Pastor Andreas Mortensen, dem Gabriel Fedde als Sekretär gedient hatte (nachdem er die Schwester des schwedisch-norwegischen Konsuls in New York geheiratet hatte), leitete den Gründungsgottesdienst der Gesellschaft. Schwester Elisabeth richtete ein Fremdenheim in der Williams Street 109 nahe der Norwegischen Seemannskirche, an der Pastor Mortensen diente, ein, und mietete drei kleine Räume für 9 $ im Monat. Schwester Elisabeth besuchte ferner oft die Kranken und Notleidenden; ihr Tagebuch über diese Erfahrungen wurde später veröffentlicht.
Im Jahr 1885 eröffnete Fedde ein Diakonissenhaus zur Ausbildung anderer Frauen, ebenso ein Krankenhaus mit neun Betten, das später auf 30 Betten erweitert wurde und schließlich zum Lutheran Medical Center of Brooklyn wurde. Nach einigen Jahren in New York, in denen sie mit William Alfred Passavant (1821–1894) korrespondierte, der sie drängte, die Verantwortung für sein neues Krankenhaus in Pittsburgh zu übernehmen, nahm Fedde die Einladung lutherischer Christen des Mittleren Westens an und zog nach Minnesota. Kurz nachdem sie im Jahr 1888 in Minneapolis anlangte, richtete Fedde das Lutheran Deaconess Home ein. Im nächsten Jahr half sie bei der Gründung des Krankenhauses der Lutheran Free Church. Fedde half Mortensen außerdem bei der Planung eines dritten Krankenhauses in Chicago, das im Jahr 1897 eröffnet wurde, und eines weiteren in Grand Forks.
Erschöpft von den 13 Jahren, in denen sie in Amerika gearbeitet hatte, kehrte Schwester Elisabeth schließlich im November 1895 nach Norwegen zurück. Kurz nach ihrer Rückkehr heiratete sie den Patienten Ole Andreas Pedersen Slettebø (1843–1924), einen Verehrer, den sie verlassen hatte, um ihrer missionarischen Arbeit nachkommen zu können. Nach fast einem Jahrzehnt auf seinem Bauernhof nahe der südlichen Hafenstadt Egersund in Rogaland reiste Fedde im Jahr 1904 nach Brooklyn zurück, um einen Jahrestag zu feiern.

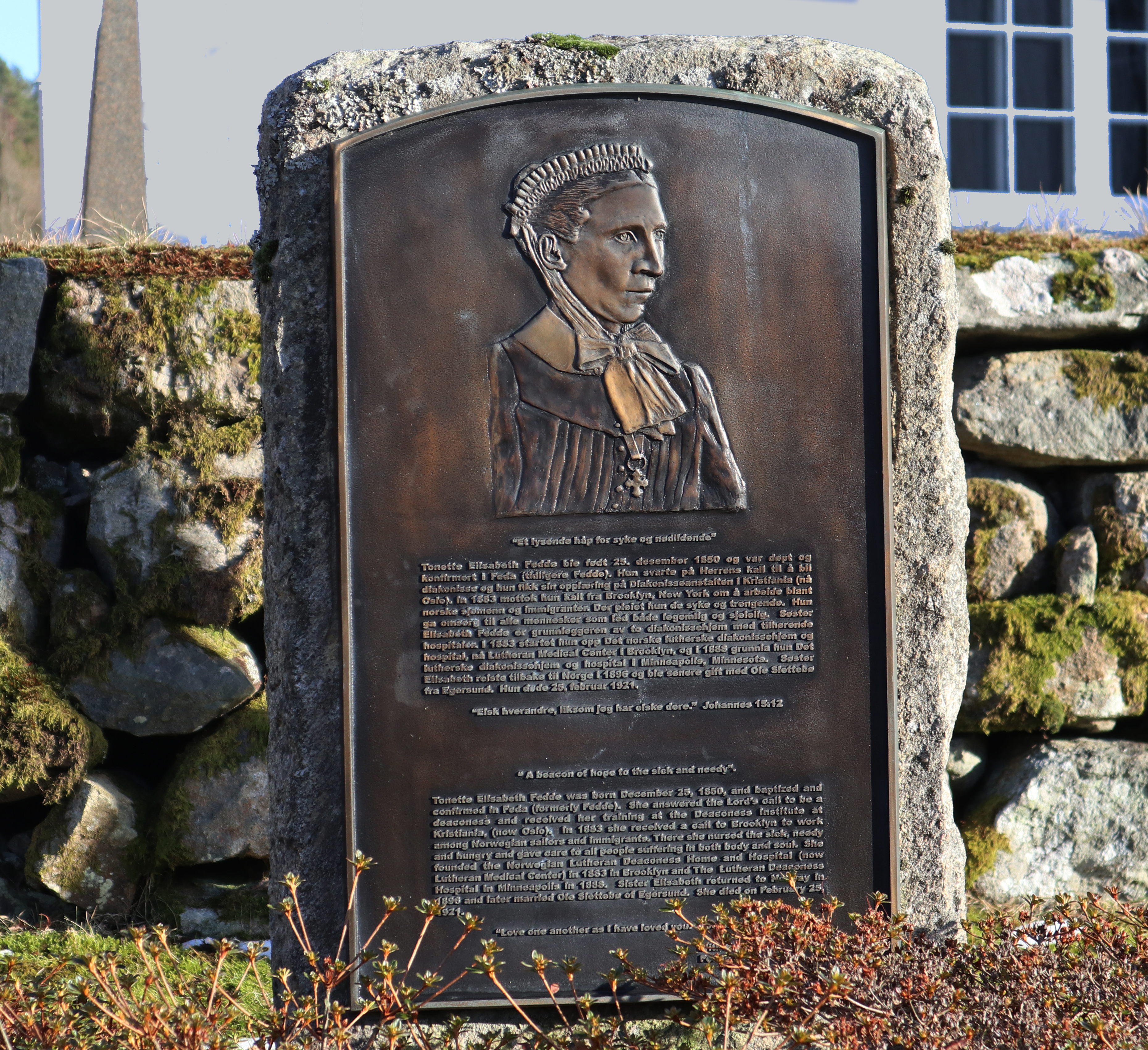
Gedenkstein für Elisabeth Fedde an der Kirche zu Feda

Schwester Elisabeth Fedde starb am 25. Februar 1921, ihr Ehemann Ole Slettebø drei Jahre später.

## Gedenken
Die Heiligenkalender sowohl der Evangelisch-Lutherischen Kirche in Amerika als auch der Evangelisch-Lutherischen Kirche in Kanada erinnern an Elisabeth Fedde an ihrem Todestag, dem 25. Februar.
Lutheran HealthCare, wie die Norwegian Relief Society heute heißt, widmete Elisabeth Fedde zur 131-Jahr-Feier der Gesellschaft am 25. Februar 2014 eine Gedenkgalerie im Lutheran Medical Center in Brooklyn.